# Émponas
Émponas (engelska: Embonas) är en ort i Grekland. Den ligger i prefekturen Nomós Dodekanísou och regionen Sydegeiska öarna, i den sydöstra delen av landet, 400 km sydost om huvudstaden Aten. Émponas ligger 432 meter över havet och antalet invånare är 1 061.
Terrängen runt Émponas är huvudsakligen kuperad, men den allra närmaste omgivningen är bergig. Terrängen runt Émponas sluttar norrut. Runt Émponas är det glesbefolkat, med 18 invånare per kvadratkilometer. Émponas är det största samhället i trakten. 
Klimatet i området är tempererat. Årsmedeltemperaturen i trakten är 19 °C. Den varmaste månaden är juli, då medeltemperaturen är 32 °C, och den kallaste är januari, med 8 °C. Genomsnittlig årsnederbörd är 1 134 millimeter. Den regnigaste månaden är december, med i genomsnitt 236 mm nederbörd, och den torraste är juli, med 12 mm nederbörd.